# Missouri National Guard

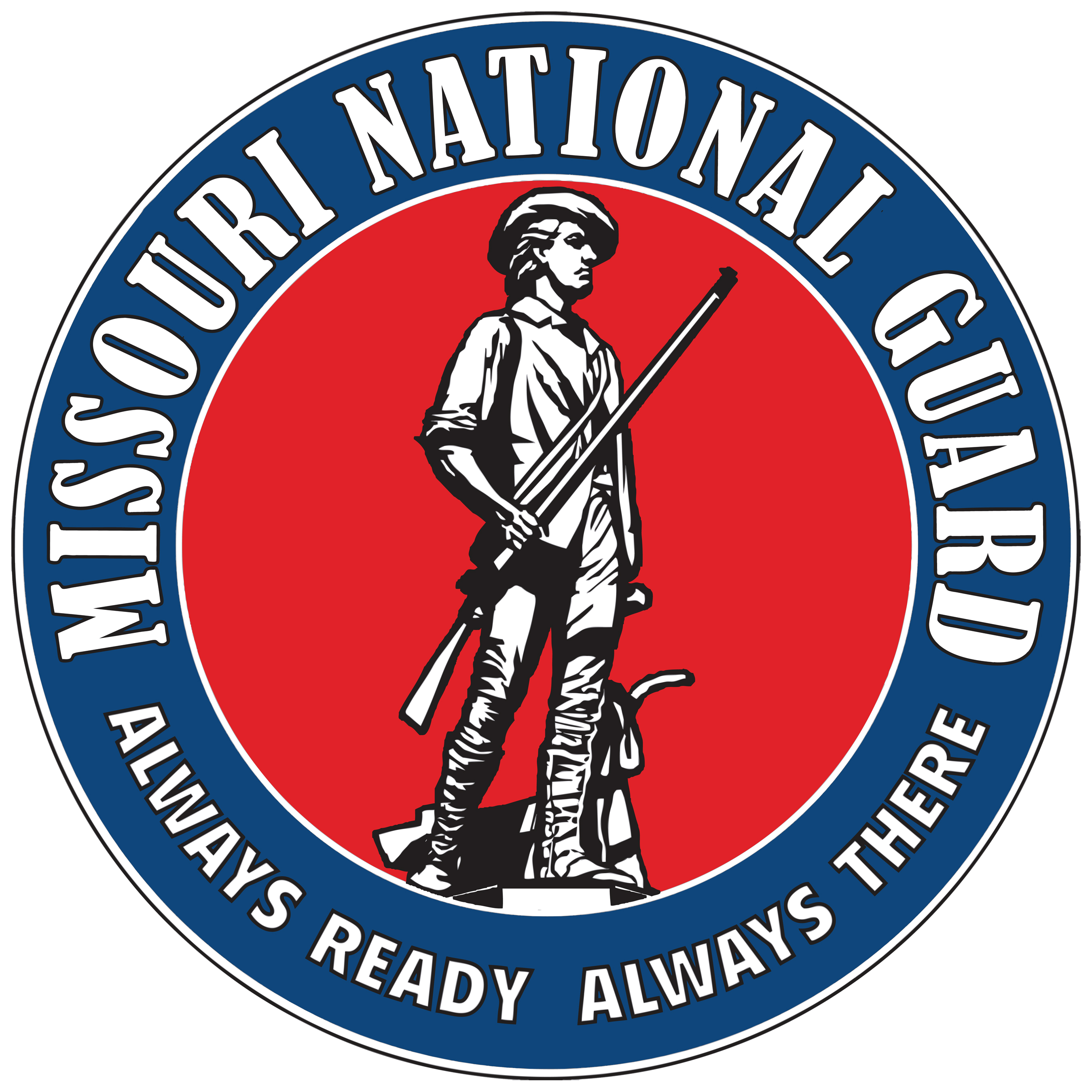
Logo der Missouri National Guard

Die Missouri National Guard (MONG) des Missouri Department of Public Safety des US-Bundesstaates Missouri ist Teil der im Jahr 1903 aufgestellten Nationalgarde der Vereinigten Staaten (akronymisiert USNG) und somit auch Teil der zweiten Ebene der militärischen Reserve der Streitkräfte der Vereinigten Staaten.

## Organisation
Die Mitglieder der Nationalgarde sind freiwillig Dienst leistende Milizsoldaten, die dem Gouverneur von Missouri (aktuell Mike Parson) unterstehen. Bei Einsätzen auf Bundesebene ist der Präsident der Vereinigten Staaten Commander-in-Chief. Adjutant General of Missouri ist Brigadier General Levon E. Cumpton.
Die Missouri National Guard führt ihre Wurzeln auf Milizverbände des Missouri Territory aus dem Jahr 1808 zurück. Der Staat Missouri wurde allerdings erst am 1821 in die Union aufgenommen. Die Air National Guard wurde 1939 gegründet. Die Nationalgarden der Bundesstaaten sind seit 1903 bundesgesetzlich und institutionell eng mit der regulären Armee und Luftwaffe verbunden, so dass (unter bestimmten Umständen mit Einverständnis des Kongresses) die Bundesebene auf sie zurückgreifen kann. Davon zu trennen ist die Staatsgarde, die Missouri State Defense Force, die allein dem Bundesstaat verpflichtet ist.
Die Missouri National Guard besteht aus den beiden Teilstreitkraftgattungen des Heeres und der Luftstreitkräfte, namentlich der Army National Guard und der Air National Guard. Die Missouri Army National Guard hatte 2017 eine Stärke von 8.397 Personen, die Missouri Air National Guard eine von 2.193, was eine Personalstärke von gesamt 10.590 ergibt.

## Wichtige Einheiten und Kommandos
- Joint Forces Headquarters in Jefferson City

### Army National Guard
- Combat Aviation Brigade, 35th Infantry Division in Sedalia
- 35th Engineer Brigade in Fort Leonard Wood
- 70th Troop Command in Jefferson City

### Air National Guard
- 131st Bomb Wing auf der Whiteman Air Force Base
- 139th Airlift Wing auf dem Rosecrans Memorial Airport
- 157th Air Operations Group in den Jefferson Barracks